# BAE レプリカ
レプリカ
- 用途：戦闘攻撃機
- 分類：第5世代ジェット戦闘機
- 製造者：BAEシステムズ
- 運用者：イギリス空軍（予定）
- 生産数：0機
- 運用状況：計画中止

BAE レプリカ（BAE Replica）は、イギリスのBAEシステムズが計画していたステルス戦闘機。実機は製造されていない。

## 経緯
レプリカは中止されたイギリス空軍のFOAS（Future Offensive Air System）に関連していた。レプリカ計画は知られている限りでは1994年に開始され、1999年には実物大の模型の製作とレーダー反射断面積を測定するための厳格なテストが行われている。2017年以降にパナヴィア トーネードをレプリカで代替することが計画されていたが、その役割は統合打撃戦闘機計画（JSF）に取って代わられることになった。

## 概要
レプリカは、レーダー反射断面積と重量を軽減するための遊動式のV字尾翼を持つ、複座の戦闘攻撃機だった。その設計はノースロップのYF-23や、BAEシステムズ、マクドネル・ダグラス、ノースロップ・グラマンが提案したJSF案に類似していたが、レプリカはそれらのいずれとも無関係である。FOASの要求を満たすために、レプリカは機内のウェポンベイに2,000ポンド（約907 kg）までのレーザー誘導爆弾と、自己防衛用のASRAAM空対空ミサイルを搭載可能なように設計されたと考えられる。レプリカは双発機として設計されたが、計画がモックアップ以降の段階まで進行しなかったため、具体的な搭載エンジンは決定されていない。設計では二次元推力偏向ノズルを有しているが、これは搭載エンジンを特定できるものではない。

## 2014年の目撃情報
2014年2月、ランカシャー州のBAEウォートン試験工場近辺で、レプリカのテストベッドモデルが輸送されているのが目撃された。この時、このモデルには低視認性コーティングとわずかな構造変更が行われており、上下逆の状態でプラットフォームに取り付けられ、遮蔽された格納庫の中に搬入されていた。